# Ванцагело
Ванцагело (итал. Vanzaghello) је насеље у Италији у округу Милано, региону Ломбардија.
Према процени из 2011. у насељу је живело 5303 становника. Насеље се налази на надморској висини од 197 м.

## Становништво
| 1931. | 1936. | 1951. | 1961. | 1971. | 1981. | 1991. | 2001. | 2011. |
| ----- | ----- | ----- | ----- | ----- | ----- | ----- | ----- | ----- |
| 2.340 | 2.448 | 2.821 | 3.495 | 4.162 | 4.508 | 4.758 | 4.883 | 5.344 |